# ديفيد والاس
ديفيد والاس (بالإنجليزية: David Wallace)‏ هو ممثل أمريكي، ولد في 23 نوفمبر 1958 في الولايات المتحدة.

## وصلات خارجية
- ديفيد والاس على موقع IMDb (الإنجليزية)
- ديفيد والاس على موقع قاعدة بيانات الفيلم (الإنجليزية)